# اچ.استرن
اچ. استرن (انگلیسی: H.Stern) شرکت کالای لوکس برزیلی است، که در سال ۱۹۴۵ توسط هانس استرن تأسیس شد.